# رودریک فیلیپی
رودریک فیلیپی (انگلیسی: Rodéric Filippi؛ زادهٔ ۲۵ فوریهٔ ۱۹۸۹) بازیکن فوتبال اهل فرانسه است.